# 西淝河
西淝河古称夏淝水，是中国淮河干流中游左岸的一条支流，原发源于河南省太康县马厂集，称清水河，在安徽省亳州市西南淝河镇王天庄村王河口入安徽境内后称西淝河。1951年治淮时将王河口堵塞，清水河来水经油河、洺河引入涡河。现今西淝河源自王河口，流向东南至凤台县刘集乡淝北村峡山口（硖山口）汇入淮河。全长154公里，流域面积3853平方公里。1978年，开挖茨淮新河，将王河口以下的西淝河之水引入茨淮新河；茨淮新河以下的西淝河之水直接入淮。至此，西淝河被分成上下两段。

## 概况
从王河口至茨淮新河为西淝河上游，全长90公里，流域面积2244平方公里，属茨淮新河水系。西淝河自王河口沿着亳州市谯城区和太和县边界向东南流，在淝河镇以南穿105国道，至冯庄转向东流，至王桥又复东南流。在龙杨镇龙德寺穿京九铁路，在龙杨镇南穿过济广高速公路。继续东南流至涡阳县高公庙西北有界洪河自左岸分流，然后沿着太和县和涡阳县边界继续东南流，在利辛县张村镇以西进入利辛县境内。在利辛县境内先后穿越濉阜铁路和宁洛高速公路，于马店孜镇的双沟集东南汇入茨淮新河。
从利辛县阚疃镇阚疃闸至入淮口为西淝河下游，全长64公里，流域面积1609平方公里。下游西淝河通过阚疃镇北的阚疃水利枢纽工程与茨淮新河相连接，阚疃水利枢纽工程位于西淝河上游入茨淮新河河口以东约8公里处。西淝河自阚疃镇向南流，于展沟镇东南出利辛县境。沿着颍上县与凤台县边界蜿蜒南流，在颍上县迪沟镇以东右纳济河后进入凤台县境。西淝河在凤台县岳张集镇以北左纳港河后，河段水面开阔，形成花家湖。之后在蒋咀孜（蒋嘴子）北折向东北，于峡山口东面汇入淮河。河口建有西淝闸，防止汛期淮水倒灌。

## 流域概况
西淝河流域地势平坦，植被较好，年平均降水量876.9毫米。流域内是商品粮基地，主要以农业生产为主，同时分布着众多的大型、特大型煤矿、电厂，是中国“863”重点项目和安徽省“861”重点项目实施的密集区。
流域拟建有西淝河国家湿地公园（利辛县）、迪沟国家湿地公园（颍上县）等。